# Astroscopometopus
Astroscopometopus is een geslacht van wantsen uit de familie van de Miridae (blindwantsen). Het geslacht werd voor het eerst wetenschappelijk beschreven door Tomohide Yasunaga en Masami Hayashi in 2002.

## Soorten
Het genus bevat de volgende soorten:

- Astroscopometopus formosanus (C.S. Lin, 2004)
- Astroscopometopus gryllocephala (Miyamoto, Yasunaga & Hayashi, 1996)
- Astroscopometopus hesaraghattaensis Yeshwanth, Chérot & Henry, 2021